# Долни Калиманичи
Долни Калиманичи (на сръбски: Доњи Калиманићи) е село в Босна и Херцеговина, разположено в община Соколац, в ентитета на Република Сръбска. Населението му според преброяването през 2013 г. е 57 души, от тях: 56 (98,24 %) сърби, 1 (1,75 %) бошняк.

## Население
Численост на населението според преброяванията през годините:
- 1961 – 283 души
- 1971 – 213 души
- 1981 – 224 души
- 1991 – 146 души
- 2013 – 57 души